# ムージャン
ムージャン （オック語プロヴァンス方言:Mougins、オック語古典表記:Mogins、オック語ミストラル方言:Mougin、ラテン語Muginis）は、フランス、プロヴァンス＝アルプ＝コート・ダジュール地域圏、アルプ＝マリティーム県のコミューン。
ムージャンには、ビリオネアやショウビズ界のスターなどが別荘・ヴィッラを多く構えている。また画廊や高級レストラン、古い石造りの邸宅があり、数多くのヴィッラがあることから、庭園の町（ville-jardin）との別名を持つ。日刊紙エクスプレスは、ムージャンを「コート・ダジュールのヌイイ」（Neuilly de la Côte-d'Azur）であるとする。高級住宅地であるヌイイにムージャンをなぞらえたのは、多くのセレブリティーや資産家が町に住んでいるからである。
コミューンはまた、ソフィア・アンティポリスの一部となっている。

## 地理
ムージャンは地中海からおよそ6km離れている。カンヌとル・カネの北、グラースの南にある。カンヌ、グラース、グルノーブル間をつなぎ、別名ルート・ナポレオンと呼ばれる国道85号線が通っている。ヴァルボンヌ、ビオット、アンティーブ、ヴァロリスとともにソフィア・アンティポリスを構成しており、その面積の約18%がムージャンに属している。

### 交通
ニース・コートダジュール空港から約30分の距離である。カンヌ駅からは15分以内に到着する。自動車の場合はオートルート A8の42番、カンヌ-ムージャン・インターチェンジで下りる。インターチェンジにあるリベラシオン・ラウンドアバウトには、有名なVサインを掲げるウィンストン・チャーチルの像が立ち、周りをトリコロール旗、星条旗、ユニオンジャックが囲んでいる。

### 気候
地中海性気候である。春と秋に降雨が集中する。夏は熱く晴天が多い。冬は温暖で乾燥している。
ムージャンに最も多い樹木はマツとカシである。コニファー類も多い。ムージャンの植生は東と西に集中する。コミューン面積のほぼ50%が緑地である。

## 歴史

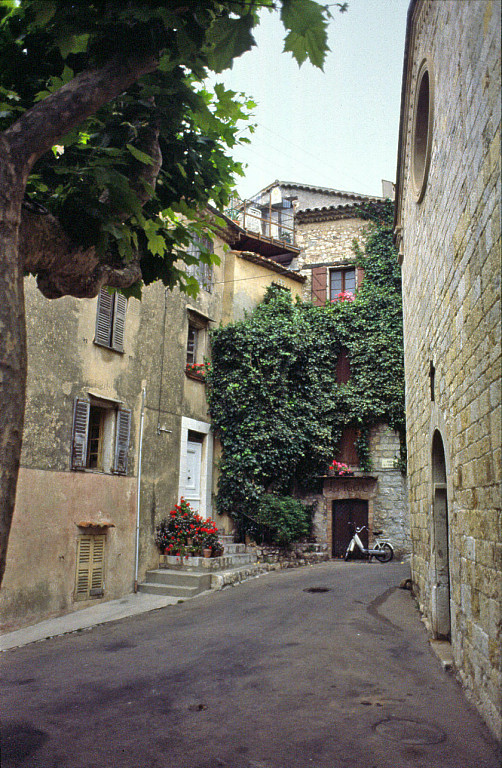
町並み

ムージャンとはラテン語のMons AegitnaまたはMons Ignis（火の山）に由来する。古いムージャンの村落は階段状である。
ムージャンには古代から人が定住していた。地元の言い伝えでは、ローマ帝国時代のムージャンにはユリア・アウグスタ街道（ローマからプロヴァンスを経由してスペインへ向かう）の中継ポイントがあった。現在の研究で、このローマ街道のルートは海岸沿いのほぼ国道7号線に従っていることがわかっている。
コミューン最古の定住地の痕跡は、新石器時代後期から銅器時代にさかのぼるようである。ブレギエールの洞窟がそれを裏付けている。カンヌ地方のアマチュア考古学者モーリス・セシュテールによって1970年代に発掘されたブレギエール洞窟は、時間がなく、適切に調査されなかった。そこには40人の遺骨を納めた石の道具やセラミックがあった。
ローマ時代には少なくとも3箇所の定住地があったことがわかっている。1つはギレ（Guillet）という農村で、オリーブやワインを作っていた。少なくとも1世紀から4世紀までの間あった。この一帯に多く見られるローマ時代の集落と同じく、鉄器時代の終わりにできた定住地、おそらく紀元前3世紀からある定住地をローマが引き継いでいた · 。ボルド（Borde）またはカリマイ（Carimaï）は、1世紀から3世紀の間に存在した。発祥は鉄器時代後期に遡ることができる。重要な古代のネクロポリスがある。キュロー（Cureau）はムアン＝サルトゥーとの境界付近にあり、特に古代の青銅像や古代末期の多くの陶磁器が見つかっている。
丘に腰掛けたような古いムージャン集落は、中世に生まれた。11世紀、アンティーブ伯がムージャンをレランス修道院へ与え、修道院はフランス革命までムージャンの領主だった。中世に要塞化された町となり、後にプロヴァンス王ルネによって、フランス王国、レランス修道院、グラース司教のそれぞれを領主とあおぐ3地域に分割された。ムージャンの丘や壁を防衛する設備のおかげで、地元の対立や16世紀の戦争において多くの他の村よりも被害が少なくて済んだ。
オーストリア継承戦争では、ムージャンはオーストリア＝サルデーニャ連合軍によって火を放たれ、略奪され荒廃した。ムージャンを占領していたオーストリア＝サルデーニャ連合軍はベリール元帥が指揮するフランス軍によって追われ、聖ベルナルダン礼拝堂はロワイヤル・コントワ病院となった。
1854年、ムージャンの土地400ヘクタールあまりがカンヌに割譲された。
ムージャンがコート・ダジュールの観光と芸術の町となっていったのは、20世紀半ばからである。

## 地区

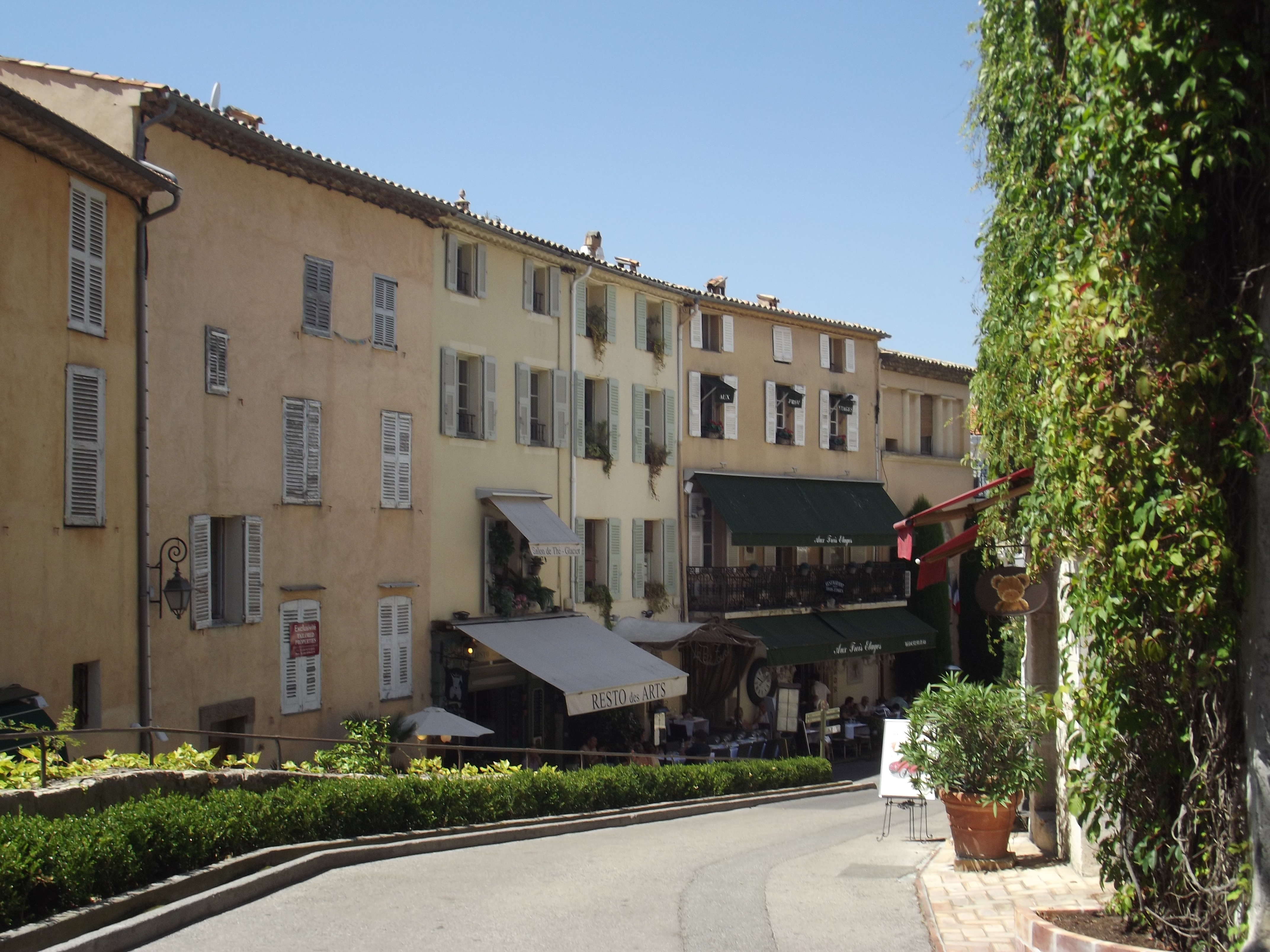
ムージャン・サントル地区のマレシャル・フォッシュ通り

- ムージャン・サントル - いわゆる旧市街にあたる。役場や観光事務所、レストラン、画廊が立ち並ぶ
- ムージャン・エスト - 学校やクリニック、スポーツ施設、住宅地。ソフィア・アンティポリスの一部はムージャン・エスト地区にまたがる。
- ムージャン・シュド - ル・カネと向き合う部分
- ムージャン・ウェスト - 小中学校やゴルフ・クラブがある。
- ムージャン・ル・オー - 建物や小さなプロヴァンス様式の商店が立ち並ぶ。小さな村落をイメージしてつくられた地区。

## 人口統計
| 1962年 | 1968年 | 1975年 | 1982年 | 1990年 | 1999年 | 2006年 | 2010年 |
| ------ | ------ | ------ | ------ | ------ | ------ | ------ | ------ |
| 5274   | 6346   | 8492   | 10197  | 13014  | 16051  | 19361  | 18917  |

参照元:1999年までEHESS、2000年以降INSEE

## 信仰

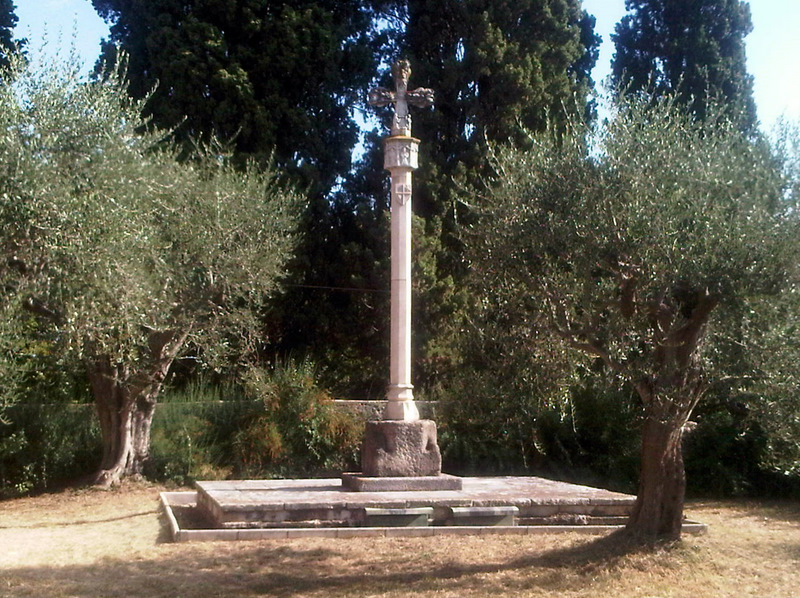
ギネス家の墓

- サン・ジャック・ル・マジュール教区教会 - 11世紀。何度か再建されている。
- サン・マルタン教会 - 16世紀。フランス革命によって世俗化
- ノートルダム・ド・ヴィ礼拝堂 - 16世紀。ローマ時代の神殿跡に建てられている。1931年に建てられたギネス家（ギネス・ビールのオーナー一族）の墓がある
- サン・バルテルミー礼拝堂 - 10世紀
- ペニタン・ブラン・ド・サン・ベルナルダン礼拝堂 - 1618年建設。革命で建物は汚され、現在はコミューン所有。

## 自然

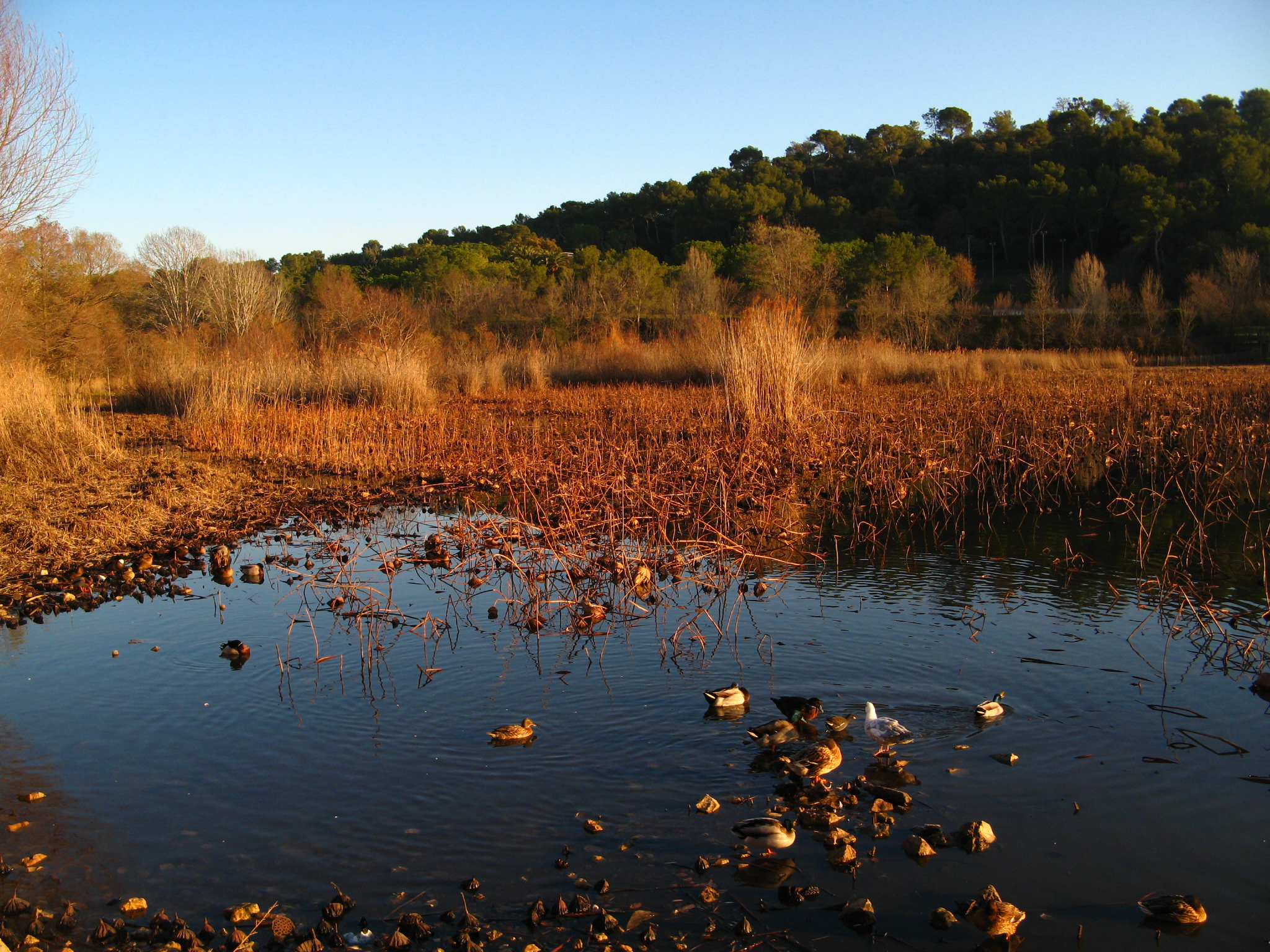
フォンメルル池

- ヴァルマスク森林公園 - 427ヘクタールの面積を持つ
- フォンメルル池 - 5ヘクタール。アジア原産のハスが生息。約70種の鳥類が生息する。

## 姉妹都市
- アシュハイム、ドイツ
- レーリチ、イタリア

## ゆかりの人物
- パブロ・ピカソ - 晩年を過ごす
- ポール・エリュアール
- ジャン・コクトー
- フェルナン・レジェ
- マン・レイ
- フランシス・ピカビア - 晩年を過ごす
- フランソワ・オランド - ヴィッラを所有[12]
- アラサン・ワタラ - ヴィッラを所有[13]